# NSWRL 1983
Die NSWRL 1983 war die 76. Saison der New South Wales Rugby League Premiership, der ersten australischen Rugby-League-Meisterschaft. Den ersten Tabellenplatz nach Ende der regulären Saison belegten die Manly-Warringah Sea Eagles. Diese verloren im Finale 6:18 gegen die Parramatta Eels, die damit die NSWRL zum dritten Mal gewannen.

## Tabelle
|      | Team                          | Spiele | Siege | Unent. | Ndlg. | Spiel- punkte | Diff. | Tabellen- punkte |
| ---- | ----------------------------- | ------ | ----- | ------ | ----- | ------------- | ----- | ---------------- |
| 01.  | Manly-Warringah Sea Eagles    | 26     | 22    | 0      | 4     | 690:361       | + 329 | 44               |
| 02.  | Parramatta Eels               | 26     | 18    | 0      | 8     | 639:293       | + 346 | 36               |
| 03.  | Canterbury-Bankstown Bulldogs | 26     | 18    | 0      | 8     | 531:409       | + 122 | 36               |
| 04.  | Balmain Tigers                | 26     | 17    | 0      | 9     | 525:438       | + 87  | 34               |
| 05.  | St. George Dragons            | 26     | 14    | 1      | 11    | 551:450       | + 101 | 29               |
| 06.  | Eastern Suburbs Roosters      | 26     | 14    | 1      | 11    | 579:492       | + 87  | 29               |
| 07.  | North Sydney Bears            | 26     | 13    | 1      | 12    | 435:446       | - 11  | 27               |
| 08.  | South Sydney Rabbitohs        | 26     | 12    | 1      | 13    | 439:495       | - 56  | 25               |
| 09.  | Cronulla-Sutherland Sharks    | 26     | 12    | 0      | 14    | 450:520       | - 70  | 24               |
| 010. | Canberra Raiders              | 26     | 9     | 0      | 17    | 495:614       | - 119 | 18               |
| 011. | Penrith Panthers              | 26     | 9     | 0      | 17    | 476:647       | - 171 | 18               |
| 012. | Illawarra Steelers            | 26     | 8     | 0      | 18    | 451:644       | - 193 | 16               |
| 013. | Newtown Jets                  | 26     | 7     | 2      | 17    | 373:591       | - 218 | 16               |
| 014. | Western Suburbs Magpies       | 26     | 5     | 2      | 19    | 394:628       | - 234 | 12               |

## Playoffs

### Ausscheidungsplayoff
| 30. August | St. George Dragons | 44 : 16 | Eastern Suburbs Roosters | Sydney Cricket Ground, Sydney Zuschauer: 17.981 Schiedsrichter: Barry Barnes |
| 30. August | Bericht            |         |                          | Sydney Cricket Ground, Sydney Zuschauer: 17.981 Schiedsrichter: Barry Barnes |

- Das Spiel fand statt, da St. George und Eastern Suburbs punktgleich waren.

### Ausscheidungs/Qualifikationsplayoffs
| 3. September | St. George Dragons | 17 : 14 | Balmain Tigers | Sydney Cricket Ground, Sydney Zuschauer: 24.652 Schiedsrichter: Kevin Roberts |
| 3. September | (6:14) Bericht     |         |                | Sydney Cricket Ground, Sydney Zuschauer: 24.652 Schiedsrichter: Kevin Roberts |

| 4. September | Parramatta Eels | 30 : 22 | Canterbury-Bankstown Bulldogs | Sydney Cricket Ground, Sydney Zuschauer: 22.311 Schiedsrichter: Barry Barnes |
| 4. September | (18:0) Bericht  |         |                               | Sydney Cricket Ground, Sydney Zuschauer: 22.311 Schiedsrichter: Barry Barnes |

| 10. September | Canterbury-Bankstown Bulldogs | 26 : 24 | St. George Dragons | Sydney Cricket Ground, Sydney Zuschauer: 27.867 Schiedsrichter: John Gocher |
| 10. September | (18:12) Bericht               |         |                    | Sydney Cricket Ground, Sydney Zuschauer: 27.867 Schiedsrichter: John Gocher |

| 11. September | Manly-Warringah Sea Eagles | 19 : 10 | Parramatta Eels | Sydney Cricket Ground, Sydney Zuschauer: 28.921 Schiedsrichter: Kevin Roberts |
| 11. September | (11:6) Bericht             |         |                 | Sydney Cricket Ground, Sydney Zuschauer: 28.921 Schiedsrichter: Kevin Roberts |

### Halbfinale
| 18. September | Parramatta Eels | 18 : 4 | Canterbury-Bankstown Bulldogs | Sydney Cricket Ground, Sydney Zuschauer: 27.726 Schiedsrichter: Kevin Roberts |
| 18. September | (18:0) Bericht  |        |                               | Sydney Cricket Ground, Sydney Zuschauer: 27.726 Schiedsrichter: Kevin Roberts |

### Grand Final
| 25. September | Parramatta Eels                                      | 18 : 6         | Manly-Warringah Sea Eagles                  | Sydney Cricket Ground, Sydney Zuschauer: 40.285 Schiedsrichter: Kevin Roberts |
| 25. September | Versuche: Kenny (2), Grothe Erhöhungen: Cronin (3/3) | (12:0) Bericht | Versuche: Sigsworth Erhöhungen: Eadie (1/1) | Sydney Cricket Ground, Sydney Zuschauer: 40.285 Schiedsrichter: Kevin Roberts |

| 1                  | Paul Taylor    |
| 2                  | David Liddiard |
| 3                  | Mick Cronin    |
| 4                  | Steve Ella     |
| 5                  | Eric Grothe    |
| 6                  | Brett Kenny    |
| 7                  | Peter Sterling |
| 8                  | Ray Price      |
| 9                  | Steve Sharp    |
| 10                 | Peter Wynn     |
| 11                 | Paul Mares     |
| 12                 | Steve Edge     |
| 13                 | Stan Jurd      |
| Auswechselspieler: |                |
| 16                 | Chris Phelan   |
| 20                 | Gary Martine   |
| 22                 | Mark Laurie    |
| 23                 | Don Duffy      |

| 1                  | Graham Eadie   |
| 2                  | John Ribot     |
| 3                  | Chris Close    |
| 4                  | Phil Sigsworth |
| 5                  | Kerry Boustead |
| 6                  | Alan Thompson  |
| 7                  | Phil Blake     |
| 8                  | Ian Schubert   |
| 9                  | Noel Cleal     |
| 10                 | Paul Vautin    |
| 11                 | Paul McCabe    |
| 12                 | Ray Brown      |
| 13                 | Geoff Gerard   |
| Auswechselspieler: |                |
| 18                 | Glenn Ryan     |
| 25                 | Michael Blake  |
| 20                 | Rick Chisholm  |